# Parafia św. Mateusza Apostoła i Ewangelisty w Bydgoszczy

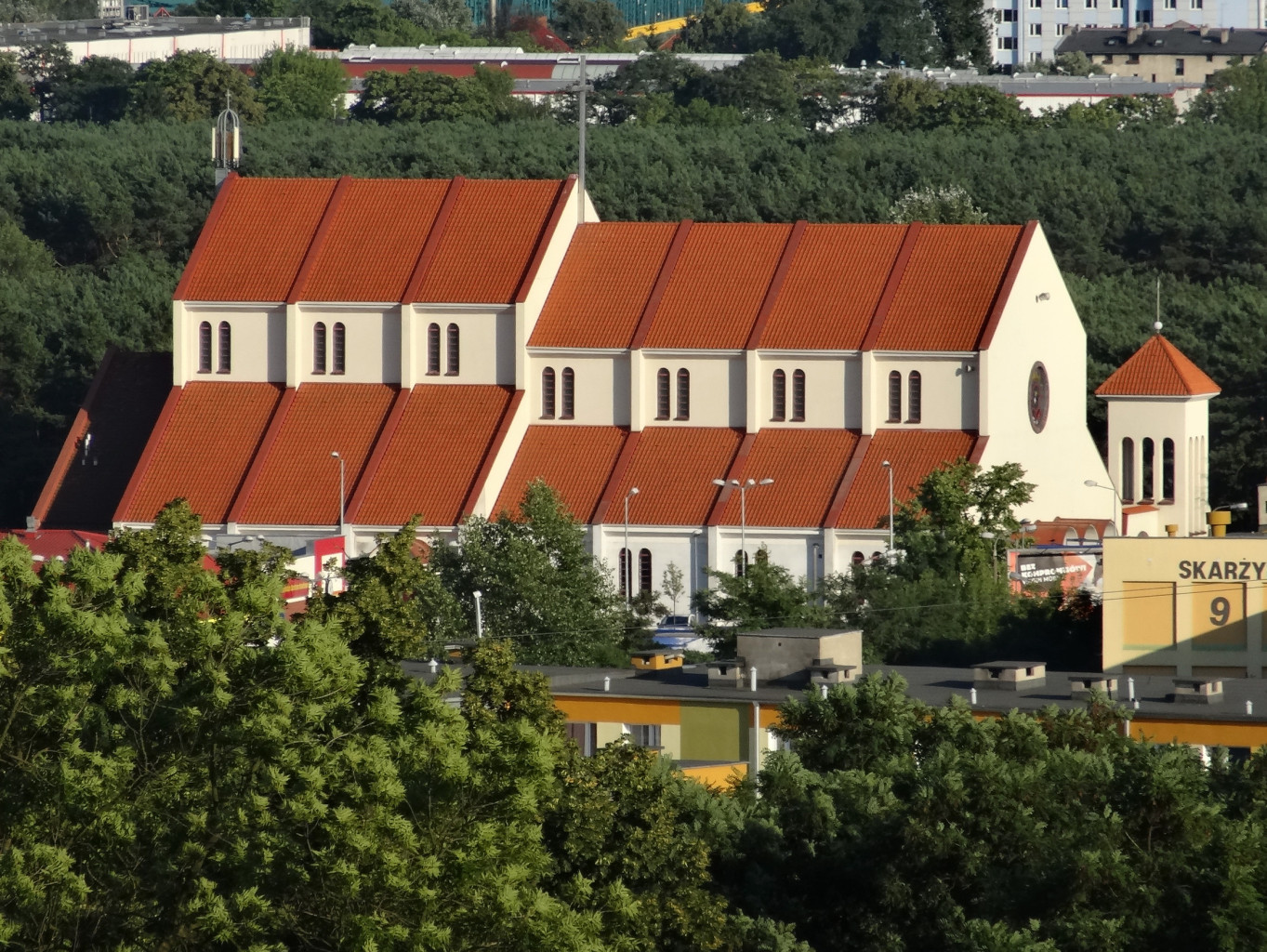
Widok kościoła ze Zbocza Fordońskiego

Parafia Świętego Mateusza Apostoła i Ewangelisty w Bydgoszczy – rzymskokatolicka parafia w Bydgoszczy, erygowana w 1985 roku. Należy do dekanatu Bydgoszcz V. 

## Historia
Parafię św. Mateusza erygował 21 września 1985 roku ks. bp Marian Przykucki. Na początku po poświęceniu placu pod budowę obiektów sakralnych dla wyżej wymienionej parafii, wierzący gromadzili się na nabożeństwach w drewnianej kaplicy zwanej potocznie Betlejemką. Kaplicę tę budowano od 21 września do 20 listopada 1985 roku. Służyła ona jako miejsce kultu do 1990 roku. 21 maja 1990 r. przeprowadzono się do murowanej kaplicy. Do początku roku 1991 trwała rozbiórka drewnianej kaplicy i przygotowanie terenu na budowę nowej świątyni. 16 kwietnia 2023 została ona konsekrowana przez biskupa bydgoskiego Krzysztofa Włodarczyka.
Kościół świętego Mateusza Apostoła i Ewangelisty w Fordonie jest świątynią trzynawową. Nawy boczne są niższe od nawy głównej. Obiekt przykrywa dwustopniowy dach kryty dachówką. Patrząc z lotu ptaka zbudowany jest na planie krzyża. Wymiary jego to trzy szerokości: 22 m, 35 m, 28 m. Długość kościoła wynosi 51 m. Prezbiterium skierowane jest ku wschodowi, a główne wejście umieszczono od strony zachodniej. Kościół św. Mateusza w rozwiązaniach architektonicznych nawiązuje do klasycznych budowli sakralnych. Ma tradycyjny kształt, są zachowane pewne elementy symetrii i przestronnego wnętrza. W oknach znajdują się witraże. Te elementy wyróżniają go spośród wielu innych, współcześnie wznoszonych świątyń. Obok kościoła znajduje się dzwonnica. Spacerując po „fordońskich górkach” widać jak jego sylwetka wyraźnie dominuje wśród mieszkalnych bloków osiedla.

## Proboszczowie
- ks. prał. Edmund Sikorski (1985–2008)
- ks. kan. Mariusz Kuciński (od 2008)